# Список птахів Сен-П'єру і Мікелону
Це перелік видів птахів, зафіксованих на території Сен-П'єру і Мікелону. Авіфауна Сен-П'єру і Мікелону налічує загалом 335 видів, з яких 5 були інтродуковані людьми. 172 види є рідкісними або випадковими.

## Позначки
Наступні теги використані для виділення деяких категорій птахів.
- (А) Випадковий — вид, який рідко або випадково трапляється в Сен-П'єрі і Мікелоні
- (I) Інтродукований — вид, інтродукований на Сен-П'єр і Мікелон

## Гусеподібні(Anseriformes)
Родина: Качкові (Anatidae)
- Гуска біла, Anser caerulescens (A)
- Гуска білолоба, Anser albifrons (A)
- Казарка чорна, Branta bernicla (A)
- Казарка канадська, Branta canadensis
- Лебідь чорнодзьобий, Cygnus columbianus (A)
- Каролінка, Aix sponsa
- Чирянка велика, Spatula querquedula (A)
- Чирянка блакитнокрила, Spatula discors
- Широконіска північна, Spatula clypeata (A)
- Нерозень, Mareca strepera (A)
- Свищ євразійський, Mareca penelope (A)
- Свищ американський, Mareca americana
- Крижень звичайний, Anas platyrhynchos
- Крижень американський, Anas rubripes
- Шилохвіст північний, Anas acuta
- Чирянка американська, Anas carolinensis
- Попелюх довгодзьобий, Aythya valisineria (A)
- Попелюх американський, Aythya americana (A)
- Чернь канадська, Aythya collaris
- Чернь чубата, Aythya fuligula (A)
- Чернь морська, Aythya marila
- Чернь американська, Aythya affinis (A)
- Пухівка горбатодзьоба, Somateria spectabilis
- Пухівка зеленошия, Somateria mollissima
- Каменярка, Histrionicus histrionicus
- Турпан білолобий, Melanitta perspicillata
- Турпан горбатодзьобий, Melanitta deglandi
- Синьга американська, Melanitta americana
- Морянка, Clangula hyemalis
- Гоголь малий, Bucephala albeola (A)
- Гоголь зеленоголовий, Bucephala clangula
- Гоголь ісландський, Bucephala islandica (A)
- Крех жовтоокий, Lophodytes cucullatus (A)
- Крех великий, Mergus merganser (A)
- Крех середній, Mergus serrator
- Савка американська, Oxyura jamaicensis (A)

## Куроподібні(Galliformes)
Родина: Фазанові (Phasianidae)
- Орябок американський, Bonasa umbellus (I)

## Пірникозоподібні(Podicipediformes)
Родина: Пірникозові (Podicipedidae)
- Пірникоза рябодзьоба, Podilymbus podiceps (A)
- Пірникоза червоношия, Podiceps auritus (A)
- Пірникоза сірощока, Podiceps grisegena
- Пірникоза чорношия, Podiceps nigricollis (A)

## Голубоподібні(Columbiformes)
Родина: Голубові (Columbidae)
- Голуб сизий, Columba livia (I)
- Горлиця садова, Streptopelia decaocto (I) (A)
- Zenaida asiatica (A)
- Зенаїда північна, Zenaida macroura

## Зозулеподібні(Cuculiformes)
Родина: Зозулеві (Cuculidae)
- Кукліло північний, Coccyzus americanus (A)
- Кукліло чорнодзьобий, Coccyzus erythropthalmus (A)

## Дрімлюгоподібні(Caprimulgiformes)
Родина: Дрімлюгові (Caprimulgidae)
- Анаперо віргінський, Chordeiles minor (A)
- Дрімлюга каролінський, Antrostomus carolinensis (A)
- Дрімлюга канадський, Antrostomus vociferus (A)

## Серпокрильцеподібні(Apodiformes)
Родина: Серпокрильцеві (Apodidae)
- Голкохвіст східний, Chaetura pelagica
- Серпокрилець чорний, Apus apus (A)

Родина: Колібрієві (Trochilidae)
- Колібрі рубіновогорлий, Archilochus colubris (A)
- Колібрі-крихітка вогнистий, Selasphorus rufus (A)

## Журавлеподібні(Gruiformes)
Родина: Пастушкові (Rallidae)
- Пастушок віргінський, Rallus limicola (A)
- Деркач лучний, Crex crex (A)
- Погонич каролінський, Porzana carolina (A)
- Курочка латиноамериканська, Gallinula galeata (A)
- Лиска американська, Fulica americana
- Porphyrio martinicus (A)
- Погонич-пігмей жовтий, Coturnicops noveboracensis (A)

Родина: Журавлеві (Gruidae)
- Журавель канадський, Antigone canadensis (A)

## Сивкоподібні(Charadriiformes)
Родина: Чоботарові (Recurvirostridae)
- Чоботар американський, Recurvirostra americana (A)

Родина: Куликосорокові  (Haematopodidae)
- Кулик-сорока американський, Haematopus palliatus (A)

Родина: Сивкові (Charadriidae)
- Чайка чубата, Vanellus vanellus (A)
- Сивка морська, Pluvialis squatarola
- Сивка звичайна, Pluvialis apricaria (A)
- Сивка американська, Pluvialis dominica
- Пісочник крикливий, Charadrius vociferus
- Пісочник канадський, Charadrius semipalmatus
- Пісочник жовтоногий, Charadrius melodus

Родина: Баранцеві (Scolopacidae)
- Бартрамія, Bartramia longicauda (A)
- Кульон гудзонський, Numenius hudsonicus
- Кульон американський, Numenius americanus (A)
- Грицик малий, Limosa lapponica (A)
- Грицик великий, Limosa limosa (A)
- Грицик канадський, Limosa haemastica (A)
- Грицик чорнохвостий, Limosa fedoa (A)
- Крем'яшник звичайний, Arenaria interpres
- Побережник ісландський, Calidris canutus
- Брижач, Calidris pugnax (A)
- Побережник довгоногий, Calidris himantopus (A)
- Побережник червоногрудий, Calidris ferruginea (A)
- Побережник рудоголовий, Calidris ruficollis (A)
- Побережник білий, Calidris alba
- Побережник чорногрудий, Calidris alpina
- Побережник морський, Calidris maritima
- Побережник канадський, Calidris bairdii (A)
- Побережник-крихітка, Calidris minutilla
- Побережник білогрудий, Calidris fuscicollis
- Жовтоволик, Calidris subruficollis (A)
- Побережник арктичний, Calidris melanotos
- Побережник тундровий, Calidris pusilla
- Побережник аляскинський, Calidris mauri (A)
- Неголь короткодзьобий, Limnodromus griseus
- Слуква американська, Scolopax minor
- Gallinago delicata
- Набережник плямистий, Actitis macularius
- Коловодник малий, Tringa solitaria (A)
- Коловодник жовтоногий, Tringa flavipes
- Коловодник американський, Tringa semipalmata (A)
- Коловодник великий, Tringa nebularia (A)
- Коловодник строкатий, Tringa melanoleuca
- Плавунець довгодзьобий, Phalaropus tricolor (A)
- Плавунець круглодзьобий, Phalaropus lobatus
- Плавунець плоскодзьобий, Phalaropus fulicarius

Родина: Поморникові (Stercorariidae)
- Поморник великий, Stercorarius skua (A)
- Поморник антарктичний, Stercorarius maccormicki (A)
- Поморник середній, Stercorarius pomarinus
- Поморник короткохвостий, Stercorarius parasiticus
- Поморник довгохвостий, Stercorarius longicaudus

Родина: Алькові (Alcidae)
- Люрик, Alle alle
- Кайра тонкодзьоба, Uria aalge
- Кайра товстодзьоба, Uria lomvia
- Гагарка мала, Alca torda
- Чистун арктичний, Cepphus grylle
- Іпатка атлантична, Fratercula arctica

Родина: Мартинові (Laridae)
- Мартин трипалий, Rissa tridactyla
- Мартин білий, Pagophila eburnea (A)
- Мартин вилохвостий, Xema sabini (A)
- Мартин канадський, Chroicocephalus philadelphia (A)
- Мартин звичайний, Chroicocephalus ridibundus
- Мартин малий, Hydrocoloeus minutus (A)
- Leucophaeus atricilla (A)
- Мартин ставковий, Leucophaeus pipixcan (A)
- Мартин сизий, Larus canus (A)
- Мартин делаверський, Larus delawarensis
- Мартин американський, Larus smithsonianus
- Мартин гренландський, Larus glaucoides
- Мартин чорнокрилий, Larus fuscus (A)
- Мартин полярний, Larus hyperboreus
- Мартин морський, Larus marinus
- Крячок карибський, Sternula antillarum (A)
- Крячок каспійський, Hydroprogne caspia (A)
- Крячок чорний, Chlidonias niger (A)
- Крячок рожевий, Sterna dougallii (A)
- Крячок річковий, Sterna hirundo
- Крячок полярний, Sterna paradisaea
- Крячок неоарктичний, Sterna forsteri (A)
- Крячок королівський, Thalasseus maximus (A)
- Крячок рябодзьобий, Thalasseus sandvicensis (A)

## Гагароподібні(Gaviiformes)
Родина: Гагарові (Gaviidae)
- Гагара червоношия, Gavia stellata
- Гагара полярна, Gavia immer

## Буревісникоподібні(Procellariiformes)
Родина: Океанникові (Oceanitidae)
- Океанник Вільсона, Oceanites oceanicus (A)

Родина: Качуркові (Hydrobatidae)
- Качурка північна, Hydrobates leucorhous

Родина: Буревісникові (Procellariidae)
- Буревісник кочівний, Fulmarus glacialis
- Calonectris diomedea (A)
- Буревісник сивий, Ardenna griseus
- Буревісник великий, Ardenna gravis
- Буревісник малий, Puffinus puffinus

## Сулоподібні(Suliformes)
Родина: Фрегатові (Fregatidae)
- Фрегат карибський, Fregata magnificens (A)

Родина: Сулові (Sulidae)
- Сула атлантична, Morus bassanus

Родина: Бакланові (Phalacrocoracidae)
- Баклан великий, Phalacrocorax carbo
- Баклан вухатий, Nannopterum auritum

## Пеліканоподібні(Pelecaniformes)
Родина: Пеліканові (Pelecanidae)
- Пелікан рогодзьобий, Pelecanus erythrorhynchos (A)

Родина: Чаплеві (Ardeidae)
- Бугай американський, Botaurus lentiginosus
- Бугайчик американський, Ixobrychus exilis (A)
- Чапля північна, Ardea herodias
- Чепура велика, Ardea alba (A)
- Чепура мала, Egretta garzetta (A)
- Чепура американська, Egretta thula (A)
- Чепура блакитна, Egretta caerulea (A)
- Чепура трибарвна, Egretta tricolor (A)
- Чапля єгипетська, Bubulcus ibis (A)
- Чапля зелена, Butorides virescens (A)
- Квак звичайний, Nycticorax nycticorax (A)
- Квак чорногорлий, Nyctanassa violacea (A)

Родина: Ібісові (Threskiornithidae)
- Коровайка бура, Plegadis falcinellus (A)

## Яструбоподібні(Accipitriformes)
Родина: Скопові (Pandionidae)
- Скопа, Pandion haliaetus

Родина: Яструбові (Accipitridae)
- Elanoides forficatus (A)
- Беркут, Aquila chrysaetos (A)
- Лунь американський, Circus hudsonius
- Яструб неоарктичний, Accipiter striatus
- Яструб великий, Accipiter gentilis
- Орлан білоголовий, Haliaeetus leucocephalus
- Зимняк, Buteo lagopus

## Совоподібні(Strigiformes)
Родина: Совові (Strigidae)
- Пугач віргінський, Bubo virginianus (A)
- Сова біла, Bubo scandiacus
- Сова вухата, Asio otus (A)
- Сова болотяна, Asio flammeus
- Сич волохатий, Aegolius funereus (A)
- Сич північний, Aegolius acadicus (A)

## Сиворакшоподібні(Coraciiformes)
Родина: Рибалочкові (Alcedinidae)
- Рибалочка-чубань північний, Megaceryle alcyon

## Дятлоподібні(Piciformes)
Родина: Дятлові (Picidae)
- Гіла червоноголова, Melanerpes erythrocephalus (A)
- Дятел-смоктун жовточеревий, Sphyrapicus varius (A)
- Picoides dorsalis (A)
- Дятел північний, Picoides arcticus
- Дятел пухнастий, Dryobates pubescens (A)
- Дятел волохатий, Dryobates villosus (A)
- Декол золотистий, Colaptes auratus

## Соколоподібні(Falconiformes)
Родина: Соколові (Falconidae)
- Боривітер американський, Falco sparverius
- Підсоколик малий, Falco columbarius
- Кречет, Falco rusticolus (A)
- Сапсан, Falco peregrinus

## Горобцеподібні(Passeriformes)
Родина: Тиранові (Tyrannidae)
- Копетон світлочеревий, Myiarchus cinerascens (A)
- Копетон чубатий, Myiarchus crinitus (A)
- Тиран західний, Tyrannus verticalis (A)
- Тиран королівський, Tyrannus tyrannus
- Тиран вилохвостий, Tyrannus savana (A)
- Піві північний, Contopus cooperi
- Піві лісовий, Contopus virens
- Піві-малюк жовточеревий, Empidonax flaviventris
- Піві-малюк вільховий, Empidonax alnorum (A)
- Піві-малюк сизий, Empidonax minimus (A)
- Sayornis phoebe (A)
- Sayornis saya (A)

Родина: Віреонові (Vireonidae)
- Віреон білоокий, Vireo griseus (A)
- Віреон жовтогорлий, Vireo flavifrons (A)
- Віреон сизоголовий, Vireo solitarius
- Віреон цитриновий, Vireo philadelphicus
- Віреон світлобровий, Vireo gilvus (A)
- Віреон червоноокий, Vireo olivaceus (A)

Родина: Сорокопудові (Laniidae)
- Сорокопуд північний, Lanius borealis

Родина: Воронові (Corvidae)
- Кукша канадська, Perisoreus canadensis (A)
- Сизойка блакитна, Cyanocitta cristata (A)
- Галка звичайна, Corvus monedula (A)
- Ворона американська, Corvus brachyrhynchos
- Крук звичайний, Corvus corax

Родина: Синицеві (Paridae)
- Гаїчка світлокрила, Poecile atricapillus
- Гаїчка канадська, Poecile hudsonicus

Родина: Жайворонкові (Alaudidae)
- Жайворонок рогатий, Eremophila alpestris

Родина: Ластівкові (Hirundinidae)
- Ластівка берегова, Riparia riparia
- Білозорка річкова, Tachycineta bicolor
- Ластівка північна, Stelgidopteryx serripennis (A)
- Щурик пурпуровий, Progne subis (A)
- Hirundo rustica
- Ластівка міська, Delichon urbica (A)
- Petrochelidon pyrrhonota (A)

Родина: Золотомушкові (Regulidae)
- Золотомушка рубіновочуба, Corthylio calendula
- Золотомушка світлоброва, Regulus satrapa

Родина: Омелюхові (Bombycillidae)
- Омелюх звичайний, Bombycilla garrulus (A)
- Омелюх американський, Bombycilla cedrorum

Родина: Повзикові (Sittidae)
- Повзик канадський, Sitta canadensis

Родина: Підкоришникові (Certhiidae)
- Підкоришник американський, Certhia americana (A)

Родина: Комароловкові (Polioptilidae)
- Комароловка сиза, Polioptila caerulea (A)

Родина: Воловоочкові (Troglodytidae)
- Волоочко співоче, Troglodytes aedon (A)
- Волоочко канадське, Troglodytes hiemalis

Родина: Пересмішникові (Mimidae)
- Пересмішник сірий, Dumetella carolinensis
- Тремблер прямодзьобий, Toxostoma rufum (A)
- Пересмішник багатоголосий, Mimus polyglottos

Родина: Шпакові (Sturnidae)
- Шпак звичайний, Sturnus vulgaris (I)

Родина: Дроздові (Turdidae)
- Блакитник східний, Sialia sialis (A)
- Блакитник середній, Sialia currucoides (A)
- Дрізд-короткодзьоб бурий, Catharus fuscescens (A)
- Дрізд-короткодзьоб малий, Catharus minimus
- Дрізд-короткодзьоб Свенсона, Catharus ustulatus
- Дрізд-короткодзьоб плямистоволий, Catharus guttatus
- Дрізд лісовий, Hylocichla mustelina (A)
- Чикотень, Turdus pilaris (A)
- Дрізд білобровий, Turdus iliacus (A)
- Дрізд мандрівний, Turdus migratorius
- Квічаль рудобровий, Ixoreus naevius (A)

Родина: Мухоловкові (Muscicapidae)
- Кам'янка звичайна, Oenanthe oenanthe (A)

Родина: Горобцеві (Passeridae)
- Горобець хатній, Passer domesticus (I)

Родина: Плискові (Motacillidae)
- Плиска біла, Motacilla alba (A)
- Щеврик американський, Anthus rubescens

Родина: В'юркові (Fringillidae)
- Coccothraustes vespertinus
- Смеречник тайговий, Pinicola enucleator
- Haemorhous purpureus
- Чечітка звичайна, Acanthis flammea
- Чечітка біла, Acanthis hornemanni (A)
- Шишкар ялиновий, Loxia curvirostra
- Шишкар білокрилий, Loxia leucoptera
- Чиж лісовий, Spinus spinus (A)
- Чиж сосновий, Spinus pinus
- Чиж золотий, Spinus tristis

Родина: Calcariidae
- Подорожник лапландський, Calcarius lapponicus
- Пуночка снігова, Plectrophenax nivalis

Родина: Passerellidae
- Багновець прерієвий, Ammodramus savannarum (A)
- Вівсянка-пустельниця чорногорла, Amphispiza bilineata (A)
- Потюк, Chondestes grammacus' (A)
- Карнатка білоброва, Spizella passerina
- Карнатка бліда, Spizella pallida (A)
- Карнатка польова, Spizella pusilla (A)
- Вівсянка рябогруда, Passerella iliaca
- Вівсянка північна, Spizelloides arborea
- Юнко сірий, Junco hyemalis
- Бруант білобровий, Zonotrichia leucophrys
- Бруант чорнобровий, Zonotrichia atricapilla (A)
- Бруант білогорлий, Zonotrichia albicollis
- Вівсянка польова, Pooecetes gramineus (A)
- Вівсянка саванова, Passerculus sandwichensis
- Пасовка співоча, Melospiza melodia
- Пасовка вохриста, Melospiza lincolnii
- Пасовка болотяна, Melospiza georgiana
- Тауї східний, Pipilo erythrophthalmus (A)

Родина: Icteriidae
- Іктерія, Icteria virens (A)

Родина: Трупіалові (Icteridae)
- Тордо жовтоголовий, Xanthocephalus xanthocephalus (A)
- Гоглу, Dolichonyx oryzivorus
- Шпаркос східний, Sturnella magna (A)
- Трупіал садовий, Icterus spurius (A)
- Трупіал балтиморський, Icterus galbula
- Еполетник червоноплечий, Agelaius phoeniceus
- Вашер буроголовий, Molothrus ater
- Трупіалець північний, Euphagus carolinus
- Гракл пурпуровошиїй, Quiscalus quiscula

Родина: Піснярові (Parulidae)
- Смугастоволець оливковий, Seiurus aurocapilla
- Пісняр-борсучок, Helmitheros vermivorum (A)
- Смугастоволець річковий, Parkesia noveboracensis
- Червоїд жовтоголовий, Vermivora cyanoptera (A)
- Пісняр строкатий, Mniotilta varia
- Пісняр жовтий, Protonotaria citrea (A)
- Червоїд світлобровий, Leiothlypis peregrina
- Червоїд оливковий, Leiothlypis celata (A)
- Червоїд сіроголовий, Leiothlypis ruficapilla (A)
- Цитринка чорновола, Geothlypis philadelphia
- Цитринка жовтогорла, Geothlypis formosa (A)
- Жовтогорлик північний, Geothlypis trichas
- Болотянка чорногорла, Setophaga citrina (A)
- Пісняр горихвістковий, Setophaga ruticilla
- Пісняр-лісовик рудощокий, Setophaga tigrina (A)
- Пісняр північний, Setophaga americana
- Пісняр-лісовик канадський, Setophaga magnolia
- Пісняр-лісовик каштановий, Setophaga castanea
- Пісняр-лісовик рудоволий, Setophaga fusca (A)
- Пісняр-лісовик золотистий, Setophaga petechia
- Пісняр-лісовик рудобокий, Setophaga pensylvanica (A)
- Пісняр-лісовик білощокий, Setophaga striata
- Пісняр-лісовик сизий, Setophaga caerulescens (A)
- Пісняр-лісовик рудоголовий, Setophaga palmarum
- Пісняр-лісовик сосновий, Setophaga pinus (A)
- Пісняр-лісовик жовтогузий, Setophaga coronata
- Пісняр-лісовик чорнощокий, Setophaga dominica (A)
- Пісняр-лісовик прерієвий, Setophaga discolor (A)
- Пісняр-лісовик західний, Setophaga townsendi (A)
- Пісняр-лісовик чорногорлий, Setophaga virens
- Болотянка строкатовола, Cardellina canadensis (A)
- Болотянка мала, Cardellina pusilla

Родина: Кардиналові (Cardinalidae)
- Піранга пломениста, Piranga rubra (A)
- Піранга кармінова, Piranga olivacea (A)
- Піранга жовтогуза, Piranga ludoviciana (A)
- Кардинал-довбоніс червоноволий, Pheucticus ludovicianus (A)
- Скригнатка синя, Passerina caerulea (A)
- Скригнатка індигова, Passerina cyanea  (A)
- Лускун, Spiza americana (A)